# Premios Platino
Los Premios Platino del cine iberoamericano son unos galardones creados por la Entidad de Gestión de Derechos de los Productores Audiovisuales (Egeda) en colaboración con la Federación Iberoamericana de Productores Cinematográficos y Audiovisuales (Fipca), Federación Iberoamericana de Academias de Artes y Ciencias Cinematográficas (Fiacine), Latin Artist y el apoyo de los institutos de cine, para reconocer a los profesionales de la industria cinematográfica iberoamericana, que comprende nacionalidades europeas, sudamericanas, norteamericanas y caribeñas siempre que la versión original del filme sea en castellano o portugués o diferentes variedades o dialectos del español o portugués. 
Estos premios fueron creados tras la propuesta a iniciativa del director ejecutivo de Egeda, Miguel Ángel Benzal, en su presentación en el Foro Egeda-Fipca del cine iberoamericano celebrado en el Hotel Bristol de la Ciudad de Panamá en abril de 2012.  Su primera edición en abril de 2014 se celebró en Panamá y la segunda  en el Starlite Festival en Marbella.

## Historia
Tras su creación a iniciativa de Miguel Ángel Benzal, director ejecutivo de Egeda, durante el primer Foro Egeda-Fipca celebrado en Panamá en abril de 2012 y la firma de un acuerdo con el Gobierno panameño, el 28 de noviembre de 2013, durante el desarrollo del II Foro Egeda-Fipca celebrado en Medellín (Colombia), se anunció la puesta en marcha de los primeros premios de cine iberoamericano, los Premios Platino. En la presentación participaron los presidentes de Egeda y Fipca y los representantes de las diferentes Academias y Asociaciones del cine de Iberoamérica.
Tras el éxito de la I edición celebrada en la Ciudad de Panamá el 5 de abril de 2014, se celebró en julio de 2015 la II edición de los premios, en la que participaron 760 películas y asistieron multitud de reconocidas figuras cinematográficas a nivel mundial. Fue retransmitida en más de 60 países. 
El objetivo de los premios Platino es convertirse en la principal ventana para mostrar la cinematografía iberoamericana y también generar un star-system iberoamericano para que las películas puedan trascender fronteras.

## Trofeo
El trofeo de los Premios Platino fue diseñado por Javier Mariscal y presentado el 14 de febrero de 2014 en la Casa de América de Madrid. Su creador dijo esto sobre el trofeo:

«El trofeo de los Premios PLATINO es una figura de una mujer de formas femeninas, que con un gesto ancestral, ofrece, con los brazos en alto, el planeta Tierra con el mapa de Latinoamérica centrado. Es optimista, estilizada, abstracta, real, sexy, elegante, atractiva, energética, mística, contundente, explosiva, maravillosa. El Premio PLATINO es el trofeo del Cine Latino. Es un trofeo femenino. Dialoga con el Oscar, de tú a tú. El decó como referencia. Con los brazos en alto, con una ofrenda. Gesto ancestral que se pierde en el túnel de los tiempos de diferentes culturas y continentes. Ella ofrece el planeta con Latinoamérica grabada (el resultado de un colectivo humano, su cultura)... Desnuda. Sin ostentación, pero elegante. Clásica. Con las formas femeninas definidas pero sin buscar la provocación. Digna, valiente, humana, Latina».
 Javier Mariscal

## Resumen de ediciones
| Edición | Fecha                | Lugar             | Principales ganadores (cine) | Principales ganadores (cine)                 | Principales ganadores (cine)       | Principales ganadores (cine)               | Ref.   |
| Edición | Fecha                | Lugar             | Mejor película               | Mejor director                               | Mejor actriz                       | Mejor actor                                | Ref.   |
| ------- | -------------------- | ----------------- | ---------------------------- | -------------------------------------------- | ---------------------------------- | ------------------------------------------ | ------ |
| 1.ª     | 5 de abril de 2014   | Ciudad de Panamá  | Gloria                       | Amat Escalante —Heli                         | Paulina García —Gloria             | Eugenio Derbez —No se aceptan devoluciones | [ 5 ]  |
| 2.ª     | 18 de julio de 2015  | Marbella          | Relatos salvajes             | Damián Szifron —Relatos salvajes             | Érica Rivas —Relatos salvajes      | Óscar Jaenada —Cantinflas                  | [ 6 ]  |
| 3.ª     | 24 de julio de 2016  | Punta del Este    | El abrazo de la serpiente    | Ciro Guerra —El abrazo de la serpiente       | Dolores Fonzi —La patota           | Guillermo Francella —El Clan               | [ 7 ]  |
| 4.ª     | 22 de julio de 2017  | Madrid            | El ciudadano ilustre         | Pedro Almodóvar —Julieta                     | Sônia Braga —Aquarius              | Óscar Martínez —El ciudadano ilustre       | [ 8 ]  |
| 5.ª     | 29 de abril de 2018  | Playa del Carmen  | Una mujer fantástica         | Sebastián Lelio —Una mujer fantástica        | Daniela Vega —Una mujer fantástica | Alfredo Castro —Los perros                 | [ 9 ]  |
| 6.ª     | 12 de mayo de 2019   | Playa del Carmen  | Roma                         | Alfonso Cuarón —Roma                         | Ana Brun —Las herederas            | Antonio de la Torre —El reino              | [ 10 ] |
| 7.ª     | 29 de junio de 2020  | Ceremonia virtual | Dolor y gloria               | Pedro Almodóvar —Dolor y gloria              | Carol Duarte —A Vida Invisível     | Antonio Banderas —Dolor y gloria           | [ 11 ] |
| 8.ª     | 3 de octubre de 2021 | Madrid            | El olvido que seremos        | Fernando Trueba -El olvido que seremos       | Candela Peña -La boda de Rosa      | Javier Cámara -El olvido que seremos       | [ 12 ] |
| 9.ª     | 1 de mayo de 2022    | Madrid            | El buen patrón               | Fernando León de Aranoa -El buen patrón      | Blanca Portillo -Maixabel          | Javier Bardem -El buen patrón              | [ 13 ] |
| 10.ª    | 22 de abril de 2023  | Madrid            | Argentina, 1985              | Rodrigo Sorogoyen -As bestas                 | Laia Costa -Cinco lobitos          | Ricardo Darín —Argentina, 1985             | [ 14 ] |
| 11.ª    | 20 de abril de 2024  | Playa del Carmen  | La sociedad de la nieve      | Juan Antonio Bayona -La sociedad de la nieve | Laia Costa -Un amor                | Enzo Vogrincic —La sociedad de la nieve    |        |
| 12.ª    | 27 de abril de 2025  | Madrid            | Aún estoy aquí               | Walter Salles -Aún estoy aquí                | Fernanda Torres -Aún estoy aquí    | Eduard Fernández -Marco                    |        |
| 13.ª    | 2026                 | Playa del Carmen  |                              |                                              |                                    |                                            |        |
| 14.ª    | 2027                 | Madrid            |                              |                                              |                                    |                                            |        |

### Producción de los premios
La producción de una gala consiste en coordinar el equipo técnico y humano para que se desarrolle la gala con los estándares de calidad y en el tiempo preciso. 
A través de las distintas ediciones el evento ha recorrido distintos lugares y localizaciones que han permitido elevar cada vez el nivel de la producción, acometiendo galas en lugares fuera de lo común con un halo especial de novedad. Pasamos de un teatro/auditorio a una cantera de piedra vaciada y acabar estrenando el centro de convenciones de Punta del Este. Este ha implicado un esfuerzo de adaptación del concepto de gala de premios a los distintos lugares donde se han celebrado.
A lo largo de las ediciones realizadas hasta la fecha, y en paralelo al crecimiento que han tenido los premios, la parcela de producción ha ido creciendo a lo largo de los años incluyendo, cada vez, un número mayor de profesionales y equipo técnico que se asemeja y, en algunos casos, supera a galas ya consolidadas en el mundo del cine y la música. 
En la 1ª Edición hubo un total de 25 personas dedicadas a la producción y los distintos oficios que conformaron el montaje de la gala. En la 3ª Edición casi se llegó a las 100 personas involucradas de una manera u otra en la producción. Se ha pasado de un consumo de 120 Kvas en la primera edición hasta los 250 Kvas de Uruguay. 
Pero la producción de estos premios no se limitó a la gala y la alfombra roja. Esta gala también se hizo para que los medios de comunicación pudieran desarrollar su trabajo de la mejor manera posible, poniendo a su disposición un media center con más de 220 puestos para la redacción y gestión de noticias. Además se instaló para la ocasión una red de fibra óptica con un caudal simétrico de 1 Gb para garantizar el buen servicio y las necesidades de los periodistas.
Por otro lado, se creó una alfombra roja de más de 40 metros de largo en las que se dieron acomodo a más de 200 periodistas (gráficos, TV y radio) que pudieron entrevistar a más de 150 personalidades del mundo de la cultura y el cine iberoamericano.
En cuanto a elementos de broadcast, los Premios comenzaron confiando la retransmisión a la televisión pPanameña y RTVE. Y este año,[¿cuándo?] la organización de los premios se ha decidido a confiar esta labor a Mediapro, que puso en juego a los mejores equipos y personal para llevar a cabo una retransmisión que llegó a más de 600 millones de espectadores potenciales.

## Países
Los países de los cuales se aceptan candidaturas para estos premios son los siguientes:
| - Andorra - Argentina - Bolivia - Brasil - Chile - Colombia - Costa Rica - Cuba - Ecuador - El Salvador - España - Guatemala | - Honduras - México - Nicaragua - Panamá - Paraguay - Perú - Portugal - Puerto Rico - República Dominicana - Uruguay - Venezuela |

## Categorías
Las categorías creadas para la primera edición (2014) de los premios son las primeras ocho siguientes. Para la segunda edición (2015) se agregaron cinco categorías más, pero se omitieron las categorías "Mejor Co-producción Iberoamericana".  Para la cuarta edición (2017) se agregó la categoría de "Mejor Miniserie o Teleserie Cinematográfica Iberoamericana", así expandiendo los premios para reconocer tanto cine como producciones para televisión, esto continuaría en ediciones posteriores añadiendo categorías para interpetaciones en miniseries o teleseries ("Mejor Actor" y "Mejor Actriz" en 2018 y "Mejor Actor de Reparto" y "Mejor Actriz de Reparto" en 2020). Para la octava edición (2021) se expandieron las categorías de interpretación en cine creando "Mejor Actor de Reparto" y "Mejor Actriz de Reparto", además de crear "Mejor Creador de Serie".
| - Mejor Película Iberoamericana (desde 2014) - Anexo:Platino a la Mejor Comedia Iberoamericana de Ficción (desde 2023) - Mejor Director (desde 2014) - Mejor Actor (desde 2014) - Mejor Actriz (desde 2014) - Anexo:Platino al Mejor Actor de Reparto (desde 2021) - Anexo:Platino a la Mejor Actriz de Reparto (desde 2021) - Mejor Guion (desde 2014) - Mejor Música Original (desde 2014) - Mejor Película de Animación (desde 2014) - Mejor Documental (desde 2014) - Mejor Dirección Artística (desde 2015) | - Mejor Fotografía (desde 2015) - Mejor Sonido (desde 2015) - Mejor Montaje (desde 2015) - Mejor Ópera Prima de Ficción Iberoamericana (desde 2015) - Cine y Educación en Valores (desde 2017) - Mejor Miniserie o Teleserie Cinematográfica Iberoamericana (desde 2017) - Anexo:Platino al Mejor Creador de Serie (desde 2022) - Mejor Actor en Miniserie o Teleserie (desde 2018) - Mejor Actriz en Miniserie o Teleserie (desde 2018) - Mejor Actor de Reparto en Miniserie o Teleserie (desde 2020) - Mejor Actriz de Reparto en Miniserie o Teleserie (desde 2020) |

### Premio Honorífico
- Platino de Honor (desde 2014)
- Premios Institucionales (desde 2014)

### Categorías descontinuadas
- Platino a la Mejor Coproducción Iberoamericana (única entrega en 2014)

## Películas con múltiples premios
Películas con tres o más premios. 
| 8 premios - Relatos salvajes (2015) [obtuvo el Premio a la Mejor película] 7 premios - El abrazo de la serpiente (2016) [obtuvo el Premio a la Mejor película] 6 premios - Dolor y gloria (2020) [obtuvo el Premio a la Mejor película] - La sociedad de la nieve (2024) [obtuvo el Premio a la Mejor película] 5 premios - Una mujer fantástica (2018) [obtuvo el Premio a la Mejor película] - Roma (2019) [obtuvo el Premio a la Mejor película] - El olvido que seremos (2021) [obtuvo el Premio a la Mejor película] - Argentina, 1985 (2023) [obtuvo el Premio a la Mejor película] | 4 premios - Un monstruo viene a verme (2017) - El buen patrón (2022) [obtuvo el Premio a la Mejor película] - As bestas (2023) - 20.000 especies de abejas (2024) 3 premios - Gloria (2014) [obtuvo el Premio a la Mejor película] - El ciudadano ilustre (2017) [obtuvo el Premio a la Mejor película] - Zama (2018) - La Llorona (2021) - Madres paralelas (2022) - Aún Estoy Aquí (2025) [obtuvo el Premio a la Mejor película] |

## Películas con múltiples nominaciones
Películas con 6 o más nominaciones.
| 14 nominaciones - Argentina, 1985 (2023) 11 nominaciones - El olvido que seremos (2021) - La Llorona (2021) - El buen patrón (2022) 10 nominaciones - Relatos salvajes (2015) 9 nominaciones - La isla mínima (2015) - Una mujer fantástica (2018) - Roma (2019) - Maixabel (2022) 8 nominaciones - Pelo malo (2015) - Conducta (2015) - El abrazo de la serpiente (2016) - Ixcanul (2016) - Zama (2018) - La trinchera infinita (2020) | 7 nominaciones - Mr. Kaplan (2015) - Un monstruo viene a verme (2017) - Últimos días en La Habana (2018) - Dolor y gloria (2020) - Mientras dure la guerra (2020) - Madres paralelas (2022) - La sociedad de la nieve (2024) 6 nominaciones - El club (2016) - La noche de 12 años (2019) - Pájaros de verano (2019) - Las niñas (2021) - As bestas (2023) - Cinco lobitos (2023) - Bardo, falsa crónica de unas cuantas verdades (2023) - Cerrar los ojos (2024) - El conde (2024) |

## Candidaturas
Según las bases de los Premios, podrán concurrir a los Premios PLATINO todos los largometrajes (películas con una duración superior a los 60 minutos), con nacionalidad de, al menos, uno de los 23 países iberoamericanos, y que, con independencia de su año de producción, hayan sido estrenados, por primera vez, en cualquiera de los países de la Comunidad Iberoamericana en salas comerciales y con taquilla abierta al público, entre el 1 de enero y el 31 de diciembre de cada año; o bien no hayan sido estrenados comercialmente pero sí en los festivales de clase A, además del festival de Toronto, en el citado periodo, y que hayan sido inscritos en los Premios PLATINO por parte de los productores.

### Preselección
El miembro de la FIPCA de cada país, en colaboración de las Academias e Institutos de Cine, propondrá al director general de los Premios PLATINO las candidaturas nacionales para cada una de las categorías. Las candidaturas podrán ser hasta tres, para cada una de las categorías de mejor película (de ficción, documental y de animación), y hasta dos, en las siguientes categorías: dirección, guion, música original, interpretación masculina e interpretación femenina.

### Candidaturas
Una vez concluido el proceso de preselección por cada país, el comité ejecutivo, con el apoyo de los asesores determinará las candidaturas en todas las categorías sobre éstas, un jurado internacional seleccionará las nominadas de cada categoría.
El jurado seleccionará y nominará, entre todas las candidaturas presentadas por el comité ejecutivo, cinco candidaturas para cada una de las categorías.

### Votación
Un jurado internacional procederá al voto de las diferentes categorías. La decisión del jurado se hará pública en la Gala.
Premio PLATINO de Honor del Cine Iberoamericano y el Premio PLATINO Camilo Vives a la Mejor Ópera Prima de Ficción Iberoamericana
Ambos premios serán elegidos directamente por el comité ejecutivo de los Premios, con el asesoramiento del consejo de dirección y teniendo en cuenta, entre otros, los candidatos propuestos por este.

## Otros premios de cine
- Anexo:Premios de cine
- Premios Óscar de la Academia de las Artes y las Ciencias Cinematográficas de Hollywood
- Premios Globo de Oro de la Asociación de la Prensa Extranjera de Hollywood
- Premios Ariel de la Academia Mexicana de Artes y Ciencias Cinematográficas
- Premios Goya de la Academia de las Artes y las Ciencias Cinematográficas de España
- Premios Cóndor de Plata de la Asociación de Cronistas Cinematográficos de la Argentina
- Premios Sur de la Academia de las Artes y Ciencias Cinematográficas de la Argentina
- Premios del Cine Europeo de la Academia del Cine Europeo
- Gran Premio del Cine Brasileño de la Academia Brasileña de Cine
- Premios La Silla de la Asociación Dominicana de Profesionales de la Industria del Cine